# Saison 1970-1971 du FC Nantes
Chronologie
Saison précédente Saison suivante
La saison 1970-1971 du FC Nantes est la 28e saison de l'histoire du club nantais. Le club est engagé dans trois compétitions : la Division 1 (8e participation),la Coupe de France (28e participation) et la Coupe des Vainqueurs de Coupe (1re participation).

## Effectif et encadrement

### Tableau des transferts

#### Transferts du mercato d'été
| Nom                        | Nationalité | Poste     | Modalités | Provenance/Destination  | Division           |
| -------------------------- | ----------- | --------- | --------- | ----------------------- | ------------------ |
| Arrivées                   |             |           |           |                         |                    |
| Patrice Rio                | France      | Défenseur |           | FC Rouen                | Division 1 (D1)    |
| Michel Albaladejo          | France      | Milieu    |           | FC Nantes rés.          | DH Atlantique (D4) |
| Jacques Le Bourgocq        | France      | Milieu    |           | FC Nantes rés.          | DH Atlantique (D4) |
| Joël Audiger               | France      | Attaquant |           | FC Nantes rés.          | DH Atlantique (D4) |
| Départs                    |             |           |           |                         |                    |
| Jean-Paul Bertrand-Demanes | France      | Gardien   |           | FC Nantes rés.          | CFA - Ouest (D1)   |
| Alain Guéméné              | France      | Gardien   |           |                         |                    |
| Vincent Estève             | France      | Défenseur |           | SC Toulon               | Division 2 (D2)    |
| Philippe Puech             | France      | Milieu    |           |                         |                    |
| Steen Rømer Larsen         | Danemark    | Attaquant |           | Union Saint-Gilloise SR | Division 1 (D1)    |

#### Transferts hors mercato
| Nom        | Nationalité | Poste     | Modalités | Provenance/Destination | Division        |
| ---------- | ----------- | --------- | --------- | ---------------------- | --------------- |
| Arrivées   |             |           |           |                        |                 |
| Erich Maas | RFA         | Attaquant |           | Bayern Munich          | Bundesliga (D1) |
| Départs    |             |           |           |                        |                 |

## Matchs de la saison

### Division 1
| Date                       | Journée | Adversaire               | Lieu | Score | Buteurs du FC Nantes                                                                  | Class. | Affluence |
| -------------------------- | ------- | ------------------------ | ---- | ----- | ------------------------------------------------------------------------------------- | ------ | --------- |
| Mercredi 12 août 1970      | J01     | AS Saint-Étienne         | Ext. | 3 - 2 | Audiger 37e, Gondet 39e 48e                                                           |        | 13.962    |
| Mercredi 19 août 1970      | J02     | CS Sedan-Ardennes        | Dom. | 2 - 0 | Arribas 23e, Blanchet 43e                                                             |        | 17.769    |
| Samedi 22 août 1970        | J03     | AS Nancy-Lorraine        | Ext. | 2 - 1 | Gondet 32e, Michaelsen 32e                                                            |        | 10.349    |
| Mercredi 26 août 1970      | J04     | Angers SCO               | Dom. | 1 - 0 | Gondet 62e                                                                            |        | 21.744    |
| Samedi 29 août 1970        | J05     | AC Ajaccio               | Ext. | 1 - 2 | Gondet 5e                                                                             |        | 3.702     |
| Mercredi 9 septembre 1970  | J06     | AS Angoulême             | Ext. | 0 - 1 | -                                                                                     |        | 8.215     |
| Samedi 19 septembre 1970   | J07     | FC Sochaux-Montbéliard   | Dom. | 1 - 1 | Michel 86e                                                                            |        | 14.622    |
| Mercredi 23 septembre 1970 | J08     | US Valenciennes-Anzin    | Ext. | 2 - 1 | Michel 46e, Blanchet 72e                                                              |        | 7.685     |
| Samedi 3 octobre 1970      | J09     | Olympique de Marseille   | Dom. | 1 - 3 | Blanchet 53e                                                                          |        | 22.753    |
| Samedi 10 octobre 1970     | J10     | Olympique lyonnais       | Ext. | 0 - 2 | -                                                                                     |        | 11.278    |
| Mercredi 14 octobre 1970   | J11     | FC Metz                  | Dom. | 0 - 2 | -                                                                                     |        | 8.000     |
| Dimanche 25 octobre 1970   | J12     | SEC Bastia               | Ext. | 0 - 1 | -                                                                                     |        | 3.984     |
| Mercredi 28 octobre 1970   | J13     | Stade de Reims           | Dom. | 3 - 0 | Michel 17e, Kervarrec 26e 40e                                                         |        | 6.234     |
| Mercredi 18 novembre 1970  | J14     | Stade rennais UC         | Ext. | 0 - 4 | -                                                                                     |        | 18.000    |
| Dimanche 22 novembre 1970  | J15     | OGC Nice                 | Dom. | 3 - 1 | Blanchet 25e 55e, Kervarrec 83e                                                       |        | 7.923     |
| Dimanche 29 novembre 1970  | J16     | FC Girondins de Bordeaux | Ext. | 3 - 2 | Kervarrec 7e, Michaelsen 50e, Maas 64e                                                |        | 7.008     |
| Dimanche 6 décembre 1970   | J17     | Red Star FC              | Dom. | 1 - 1 | Pech 8e                                                                               |        | 8.921     |
| Dimanche 13 décembre 1970  | J18     | RP Strasbourg-Meinau     | Ext. | 2 - 2 | Blanchet 5e, Kervarrec 74e                                                            |        | 8.804     |
| Dimanche 20 décembre 1970  | J19     | Nîmes Olympique          | Dom. | 5 - 1 | Michel 11e, Blanchet 13e 67e, Kervarrec 16e 66e                                       |        | 7.925     |
| Dimanche 31 janvier 1971   | J20     | CS Sedan-Ardennes        | Ext. | 0 - 0 | -                                                                                     |        | 3.996     |
| Dimanche 14 février 1971   | J21     | AS Nancy-Lorraine        | Dom. | 7 - 0 | Zénier 3e (csc), Courtin 10e, Mariot 32e (csc), Maas 34e, Pech 45e 84e, Kervarrec 86e |        | 8.499     |
| Dimanche 21 février 1971   | J22     | Angers SCO               | Ext. | 1 - 0 | Blanchet 17e                                                                          |        | 6.007     |
| Samedi 6 mars 1971         | J23     | AC Ajaccio               | Dom. | 3 - 0 | Michaelsen 3e, Kervarrec 46e, Osman 54e                                               |        | 7.127     |
| Jeudi 11 mars 1971         | J24     | AS Angoulême             | Dom. | 0 - 0 | -                                                                                     |        | 12.286    |
| Samedi 20 mars 1971        | J25     | FC Sochaux-Montbéliard   | Ext. | 0 - 2 | -                                                                                     |        | 6.345     |
| Mercredi 24 mars 1971      | J26     | US Valenciennes-Anzin    | Dom. | 2 - 0 | Pech 20e, Gondet 47e                                                                  |        | 9.149     |
| Samedi 3 avril 1971        | J27     | Olympique de Marseille   | Ext. | 2 - 2 | Blanchet 43e, Kervarrec 73e                                                           |        | 12.782    |
| Mardi 14 avril 1971        | J28     | Olympique lyonnais       | Dom. | 1 - 1 | Blanchet 25e                                                                          |        | 9.399     |
| Samedi 17 avril 1971       | J29     | FC Metz                  | Ext. | 0 - 0 | -                                                                                     |        | 7.793     |
| Mercredi 28 avril 1971     | J30     | Stade de Reims           | Ext. | 0 - 0 | -                                                                                     |        | 11.869    |
| Samedi 8 mai 1971          | J31     | SEC Bastia               | Dom. | 3 - 1 | Gondet 12e, Blanchet 44e, Pech 51e                                                    |        | 11.869    |
| Samedi 15 mai 1971         | J32     | Stade rennais UC         | Dom. | 1 - 0 | Blanchet 41e                                                                          |        | 6.584     |
| Mardi 18 mai 1971          | J33     | OGC Nice                 | Ext. | 1 - 3 | Maas 63e                                                                              |        | 5.736     |
| Samedi 22 mai 1971         | J34     | FC Girondins de Bordeaux | Dom. | 2 - 2 | Gondet 56e, Pech 59e                                                                  |        | 9.131     |
| Dimanche 6 juin 1971       | J35     | Red Star FC              | Ext. | 3 - 0 | Maas 48e, Levavasseur 62e, Blanchet 67e                                               |        | 8.307     |
| Samedi 12 juin 1971        | J36     | RP Strasbourg-Meinau     | Dom. | 1 - 2 | Maas 58e                                                                              |        | 8.277     |
| Samedi 19 juin 1971        | J37     | Nîmes Olympique          | Ext. | 2 - 2 | Courtin 38e 78e                                                                       |        | 12.620    |
| Samedi 26 juin 1971        | J38     | AS Saint-Étienne         | Dom. | 2 - 1 | Maas 20e, Blanchet 77e                                                                |        | 24.249    |

### Coupe de France
| Date                     | Tour                     | TV | Adversaire             | Niveau | Lieu   | Score      | Buteurs du FCN                       | Affluence |
| ------------------------ | ------------------------ | -- | ---------------------- | ------ | ------ | ---------- | ------------------------------------ | --------- |
| Dimanche 7 février 1971  | 1/32e de finale          | -  | FC Lorient             | D2     | Neutre | 3 - 1      | Courtin 14e, Maas 48e, Kervarrec 82e | 5.018     |
| Dimanche 28 février 1971 | 1/16e de finale          | -  | US Valenciennes-Anzin  | D1     | Neutre | 0 - 0 a.p. | -                                    | 6.827     |
| Mercredi 3 mars 1971     | 1/16e de finale - rejoué | -  | US Valenciennes-Anzin  | D1     | Neutre | 1 - 0      | Kervarrec 2e                         | 6.000     |
| Samedi 27 mars 1971      | 1/8e de finale - aller   | -  | FC Sochaux-Montbéliard | D1     | Ext.   | 0 - 2      | -                                    | 7.772     |
| Vendredi 9 avril 1971    | 1/8e de finale - retour  | -  | FC Sochaux-Montbéliard | D1     | Dom.   | 1 - 1      | Blanchet 57e                         | 18.574    |

### Coupe des Coupes
| Date                       | Tour                     | TV | Adversaire      | Niveau                 | Lieu | Score | Buteurs du FCN                                              | Affluence |
| -------------------------- | ------------------------ | -- | --------------- | ---------------------- | ---- | ----- | ----------------------------------------------------------- | --------- |
| Mercredi 16 septembre 1970 | 1/16e de finale - aller  |    | Strømsgodset IF | 1. Division (D1)       | Ext. | 5 - 0 | Gondet 30e, Levavasseur 42e 64e, C. Arribas 62e, Michel 82e | 6.000     |
| Mercredi 30 septembre 1970 | 1/16e de finale - retour |    | Strømsgodset IF | 1. Division (D1)       | Dom. | 2 - 3 | Levavasseur 70e, Blanchet 85e                               | 5.726     |
| Mercredi 21 octobre 1970   | 1/8e de finale - aller   |    | Cardiff City FC | / Second Division (D2) | Ext. | 1 - 5 | Gondet 2e                                                   | 17.905    |
| Mercredi 4 novembre 1970   | 1/8e de finale - retour  |    | Cardiff City FC | / Second Division (D2) | Dom. | 1 - 2 | Blanchet 85e                                                | 10.113    |

## Statistiques

### Statistiques collectives
| Compétition      | Débute au tour  | Termine        | Matches joués | Gagnés | Nuls | Perdus | Buts pour | Buts contre | Différence |
| ---------------- | --------------- | -------------- | ------------- | ------ | ---- | ------ | --------- | ----------- | ---------- |
| Division 1       | -               | 3e             | 38            | 17     | 12   | 9      | 61        | 49          | +12        |
| Coupe de France  | 1/32e de finale | 1/8e de finale | 5             | 2      | 2    | 1      | 5         | 4           | +1         |
| Coupe des Coupes | 1/16e de finale | 1/8e de finale | 4             | 1      | 0    | 3      | 9         | 10          | -1         |
| Total            | -               | -              | 47            | 20     | 14   | 13     | 75        | 63          | +12        |

### Statistiques individuelles
| N° | Pos. | Nat. | Nom                  | Division 1 | Division 1  | Division 1 | Division 1   | Coupe de France | Coupe de France | Coupe de France | Coupe de France | Coupe des Vainqueurs de Coupe | Coupe des Vainqueurs de Coupe | Coupe des Vainqueurs de Coupe | Coupe des Vainqueurs de Coupe | Total | Total       | Total  | Total        |
| N° | Pos. | Nat. | Nom                  | MJ         | But inscrit | Averti     | Carton rouge | MJ              | But inscrit     | Averti          | Carton rouge    | MJ                            | But inscrit                   | Averti                        | Carton rouge                  | MJ    | But inscrit | Averti | Carton rouge |
| -- | ---- | ---- | -------------------- | ---------- | ----------- | ---------- | ------------ | --------------- | --------------- | --------------- | --------------- | ----------------------------- | ----------------------------- | ----------------------------- | ----------------------------- | ----- | ----------- | ------ | ------------ |
|    | G    |      | Jean-Michel Fouché   |            |             |            |              |                 |                 |                 |                 |                               |                               |                               |                               | 47    | -           |        |              |
|    | D    |      | Gabriel De Michèle   |            |             |            |              |                 |                 |                 |                 |                               |                               |                               |                               | 43    | -           |        |              |
|    | D    |      | Raynald Denoueix     |            |             |            |              |                 |                 |                 |                 |                               |                               |                               |                               | 1     | -           |        |              |
|    | D    |      | Bernard Gardon       |            |             |            |              |                 |                 |                 |                 |                               |                               |                               |                               | 11    | -           |        |              |
|    | D    |      | Jean-Luc Laguillez   |            |             |            |              |                 |                 |                 |                 |                               |                               |                               |                               | 2     | -           |        |              |
|    | D    |      | Roger Lemerre        |            |             |            |              |                 |                 |                 |                 |                               |                               |                               |                               | 46    | -           |        |              |
|    | D    |      | Jean-Claude Osman    |            |             |            |              |                 |                 |                 |                 |                               |                               |                               |                               | 40    | 1           |        |              |
|    | D    |      | Patrice Rio          |            |             |            |              |                 |                 |                 |                 |                               |                               |                               |                               | 41    | -           |        |              |
|    | M    |      | Michel Albaladejo    |            |             |            |              |                 |                 |                 |                 |                               |                               |                               |                               | 1     | -           |        |              |
|    | M    |      | Claude Arribas       |            |             |            |              |                 |                 |                 |                 |                               |                               |                               |                               | 15    | 2           |        |              |
|    | M    |      | Georges Eo           |            |             |            |              |                 |                 |                 |                 |                               |                               |                               |                               | 8     | -           |        |              |
|    | M    |      | Jacques Le Bourgocq  |            |             |            |              |                 |                 |                 |                 |                               |                               |                               |                               | 5     | -           |        |              |
|    | M    |      | Allan Michaelsen     |            |             |            |              |                 |                 |                 |                 |                               |                               |                               |                               | 35    | 3           |        |              |
|    | M    |      | Henri Michel         |            |             |            |              |                 |                 |                 |                 |                               |                               |                               |                               | 46    | 5           |        |              |
|    | M    |      | Michel Pech          |            |             |            |              |                 |                 |                 |                 |                               |                               |                               |                               | 35    | 6           |        |              |
|    | A    |      | Joel Audiger         |            |             |            |              |                 |                 |                 |                 |                               |                               |                               |                               | 10    | 1           |        |              |
|    | A    |      | Bernard Blanchet     |            |             |            |              |                 |                 |                 |                 |                               |                               |                               |                               | 45    | 18          |        |              |
|    | A    |      | Paul Courtin         |            |             |            |              |                 |                 |                 |                 |                               |                               |                               |                               | 19    | 4           |        |              |
|    | A    |      | Philippe Gondet      |            |             |            |              |                 |                 |                 |                 |                               |                               |                               |                               | 22    | 10          |        |              |
|    | A    |      | Patrice Kervarrec    |            |             |            |              |                 |                 |                 |                 |                               |                               |                               |                               | 23    | 12          |        |              |
|    | A    |      | Philippe Levavasseur |            |             |            |              |                 |                 |                 |                 |                               |                               |                               |                               | 18    | 4           |        |              |
|    | A    |      | Erich Maas           |            |             |            |              |                 |                 |                 |                 |                               |                               |                               |                               | 30    | 7           |        |              |

### Buteurs
| N° | Pos. | Nat. | Nom                  | Division 1 | Coupe de France | Coupe des Vainqueurs de Coupe | Total |
| -- | ---- | ---- | -------------------- | ---------- | --------------- | ----------------------------- | ----- |
|    | A    |      | Bernard Blanchet     | 15         | 1               | 2                             | 18    |
|    | A    |      | Patrice Kervarrec    | 10         | 2               | -                             | 12    |
|    | A    |      | Philippe Gondet      | 8          | -               | 2                             | 10    |
|    | A    |      | Erich Maas           | 6          | 1               | -                             | 7     |
|    | M    |      | Michel Pech          | 6          | -               | -                             | 6     |
|    | M    |      | Henri Michel         | 4          | -               | 1                             | 5     |
|    | A    |      | Paul Courtin         | 3          | 1               | -                             | 4     |
|    | A    |      | Philippe Levavasseur | 1          | -               | 3                             | 4     |
|    | M    |      | Allan Michaelsen     | 3          | -               | -                             | 3     |
|    | M    |      | Claude Arribas       | 1          | -               | 1                             | 2     |
|    | A    |      | Joël Audiger         | 1          | -               | -                             | 1     |
|    | D    |      | Jean-Claude Osman    | 1          | -               | -                             | 1     |
|    |      |      | csc                  | 2          | -               | -                             | 2     |
|    |      |      | Total                | 61         | 5               | 9                             | 75    |

## Affluences
L'affluence à domicile du FC Nantes atteint un total :
- de 222 461 spectateurs en 19 rencontres de Division 1, soit une moyenne de 11 708/match.
- de 18 574 spectateurs en 1 rencontre de Coupe de France.
- de 15 839 spectateurs en 2 rencontres de Coupe des Vainqueurs de Coupe, soit une moyenne de 7 915/match.
- de 256 874 spectateurs en 22 rencontres toutes compétitions confondues, soit une moyenne de 11 676/match.

Affluence du FC Nantes à domicile